# آرثر وير (سياسي)
آرثر وير (بالإنجليزية: Arthur Ware)‏ هو جعتي ‏ وسياسي أسترالي وبريطاني (وحمل سابقاً جنسية المملكة المتحدة لبريطانيا العظمى وأيرلندا)، ولد في 25 فبراير 1861 في أستراليا، وتوفي في 29 يناير 1927 في أستراليا. انتخب Lord Mayor of Adelaide ‏ وقد انضم خلال فترته النيابية (1898 – 1901) للكتلة البرلمانية مستقل.